# John Bollinger

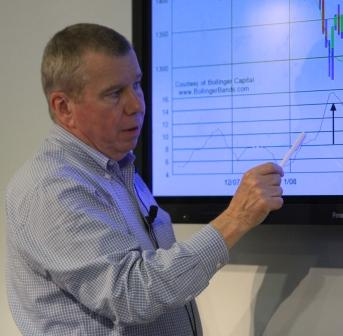
John Bollinger (2009)

John A. Bollinger (* 1950 in Montpelier, Vermont) ist ein US-amerikanischer Autor, Finanzanalyst, Trader auf dem Gebiet der technischen Analyse und der Entwickler der Bollinger-Bänder, einem technischen Indikator für die Chartanalyse.
Bollinger begann seine Karriere in den 1970er Jahren und etablierte sich schnell als Experte für Marktvolatilität und Chartanalyse. Seine Arbeit basiert auf der Idee, dass Finanzmärkte sich in Zyklen bewegen und dass Volatilität ein entscheidender Faktor für das Verständnis von Preisbewegungen ist.
Sein Buch Bollinger on Bollinger Bands (2001) wurde in elf Sprachen übersetzt. Seit 1987 veröffentlicht er den Capital Growth Letter, einen Newsletter mit technischen Analysen der Finanzmärkte.

## Veröffentlichungen
- Bollinger-Bänder. Der einfache Weg, Kursverläufe zu bestimmen. FinanzBuch Verlag, München 2013, ISBN 978-3-89879-817-4 (amerikanisches Englisch: Bollinger on Bollinger Bands. Original: McGraw Hill, 2001, ISBN 0-07-137368-3).
- Bollinger Bands and Volume Oscillator Pair Up For Range Trading Stock Strategy. In: SFO – Stocks, Futures and Options, Februar 2003 (englisch).